# Bodianus axillaris
Bodianus axillaris là một loài cá biển thuộc chi Bodianus trong họ Cá bàng chài. Loài này được mô tả lần đầu tiên vào năm 1832.

## Từ nguyên
Tính từ định danh của loài cá này trong tiếng Latinh có nghĩa là "ở vùng nách", hàm ý đề cập đến đốm đen nổi bật ở gốc vây ngực của chúng.

## Phạm vi phân bố và môi trường sống
Từ Biển Đỏ và bờ biển phía nam bán đảo Ả Rập, B. axillaris được ghi nhận dọc theo bờ biển Đông Phi và trải dài đến Nam Phi, bao gồm Madagascar và hầu hết các đảo quốc, quần đảo trên Ấn Độ Dương, cũng như bờ biển phía nam Ấn Độ và Tây Úc, phía đông biển Andaman.
Từ vùng biển phía nam Nhật Bản, phạm vi của B. axillaris trải dài đến vùng biển các nước Đông Nam Á, giới hạn phía nam đến bờ đông Úc, phía đông trải dài đến hầu hết các đảo quốc và quần đảo thuộc châu Đại Dương (xa đến Polynésie thuộc Pháp và quần đảo Pitcairn).
B. axillaris sống gần những rạn san hô ở ngoài khơi và trong các đầm phá, được quan sát và thu thập ở độ sâu đến ít nhất là 100 m; những cá thể lớn đôi khi được tìm thấy ở vùng nước sâu hơn.

## Mô tả
B. axillaris có chiều dài cơ thể tối đa được ghi nhận là 20 cm. Nửa thân trước của B. axillaris đực có màu nâu đỏ, chuyển sang màu trắng ở nửa thân sau; cuống và vây đuôi phớt màu cam. Gốc vây ngực có một đốm đen lớn, hai đốm tương tự ở trước và sau vây lưng, cũng như một đốm trên vây hậu môn. Các vây (trừ đuôi) có màu vàng. Cá cái và cá con có màu nâu đỏ rất sẫm (gần như đen) lốm đốm những vệt màu trắng trên thân và quanh mõm.
Cá cái và cá con của Bodianus mesothorax cũng có màu sẫm lốm đốm các vệt màu sáng, nhưng thay vì đốm trắng như B. axillaris, đốm của B. mesothorax có màu vàng. Cá trưởng thành cả hai giới có sự khác biệt rõ ràng về kiểu màu và hoa văn.
Số gai ở vây lưng: 12; Số tia vây ở vây lưng: 9–10; Số gai ở vây hậu môn: 3; Số tia vây ở vây hậu môn: 12–13; Số tia vây ở vây ngực: 15–17.

## Sinh thái học
Thức ăn của B. axillaris là những loài thủy sinh không xương sống như nhuyễn thể và giáp xác. Cá con có thể đóng vai trò là cá dọn vệ sinh: chúng ăn các loài ký sinh trên cơ thể cá lớn (cá trưởng thành thi thoảng cũng làm điều này). B. axillaris là một loài lưỡng tính tiền nữ, tức cá cái có thể chuyển đổi giới tính thành cá đực.
Loài này được đánh bắt bởi những người thu mua cá cảnh, nhưng cũng có thể bị đánh bắt ngẫu nhiên.

### Trích dẫn
- Martin F. Gomon (2006). “A revision of the labrid fish genus Bodianus with descriptions of eight new species” (PDF). Records of the Australian Museum, Supplement. 30: 1–133. ISSN 0812-7387.